# پلیدوره ویرمن
پلیدوره ویرمن (انگلیسی: Polydore Veirman؛ ۲۳ فوریه ۱۸۸۱ – ۱۹۵۱) ورزشکار روئینگ اهل بلژیک بود.
وی در مسابقات کشوری و بین‌المللی در مجموع برندهٔ ۴ مدال طلا، ۵ مدال نقره شده‌است.